# Congreso
Congreso – stacja metra w Buenos Aires, na linii A. Znajduje się pomiędzy stacjami Sáenz Peña a Pasco. Stacja została otwarta 1 grudnia 1913.